# Abacetus evulsus
Abacetus evulsus là một loài bọ chân chạy thuộc phân họ Pterostichinae. Loài này được Peringuey mô tả lần đầu năm 1904.

## Phân loại và phát sinh loài
Danh pháp loài evulsus bắt nguồn từ tiếng Latinh có nghĩa là 'đào rễ cây'.
Mẫu vật gốc được Sheppard thu thập vào ngày 12 tháng 7 năm 1903.

## Phân bố và môi trường sống
Mẫu vật của loài này được thu thập lần đầu tại Beira, thuộc tỉnh Sofala của Mozambique. Loài này hiện chưa được tìm thấy ở bất kì nơi nào khác.